# Dance/Mix Show Airplay
Hot Dance Airplay (Hot Dance/Mix Show Airplay) — американский радио хит-парад танцевальной музыки Billboard, формирующийся на основе данных о ротации композиций в стиле танцевальной (в том числе электронной танцевальной) на радиостанциях США. Хит-парад Hot Dance Airplay появился в 2003 году. В ноябре 2011 года чарт был переименован из своего первоначального названия Hot Dance Radio Airplay в Dance/Mix Show Airplay. Три года спустя чарт расширился с 25 мест до 40 позиций. Данные предоставляются журналу Billboard компанией Luminate.

## История
Первый выпуск хит-парада вышел в свет 17 октября 2003 года; его возглавила композиция «Just the Way You Are» Milky. (Хотя, чарт начал формироваться ещё с 17 августа 2003, но не публиковался до октября.) Предшественниками Hot Dance Airplay и родственными чартами являются Hot Dance Club Songs появившийся в 1974 году и ключающий в себя композиции, расположенных на основе ротации в клубах США, и Hot Dance Singles Sales, формирующийся на основе данных о продажах синглов в стиле танцевальной музыки.
Hot Dance Airplay включает в себя 25 позиций, определяющих рейтинг той или иной композиции за определённую неделю на основе только ротации на радио. Для сбора и анализа данных используется система Nielsen Broadcast Data Systems. В ноябре 2011 года чарт был переименован из своего первоначального названия Hot Dance Radio Airplay в Dance/Mix Show Airplay, а его панель основных круглосуточных танцевальных станций была дополнена часами микс-шоу на поп-станциях, которые насчитывают около 80 репортёров. Три года спустя чарт расширился с 25 мест до глубины в 40 позиций (данные на 2023 год). Эфирное воспроизведение станций отслеживается Mediabase и предоставляется журналу Billboard компанией Luminate.

## Наибольшее количество хитов #1
- Исполнители, с наибольшим количеством песен, возглавлявших Hot Dance Airplay (с 2003 года)[5]:

14, Кельвин Харрис
13, Давид Гетта
12, Рианна
8, The Chainsmokers
7, Мадонна
6, Элли Голдинг

## Радиостанции
По данным на 18 декабря 2010, данные о ротации композиций берутся со следующих радиостанций:
- WCPT-FM (во время музыкального блока Dance Factory) — Чикаго
- WPTY — Нью-Йорк
- KNHC (FM) — Сиэтл
- KVBE — Лас-Вегас
- Music Choice/Dance Channel/Music Choice
- BPM/Sirius XM Radio